# Friedrich von Wirsberg

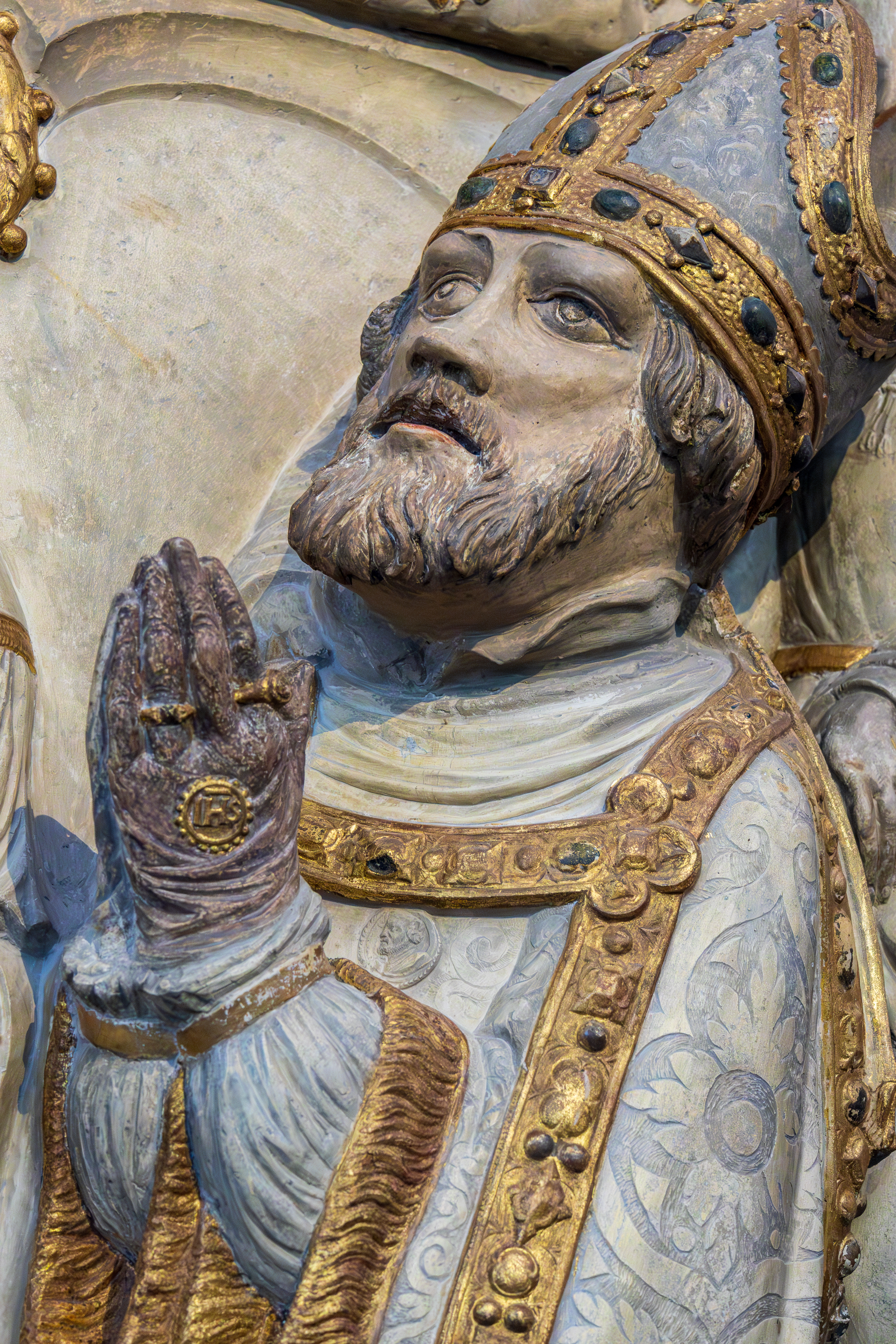
Darstellung des Fürstbischofs auf seinem Epitaph im Würzburger Dom

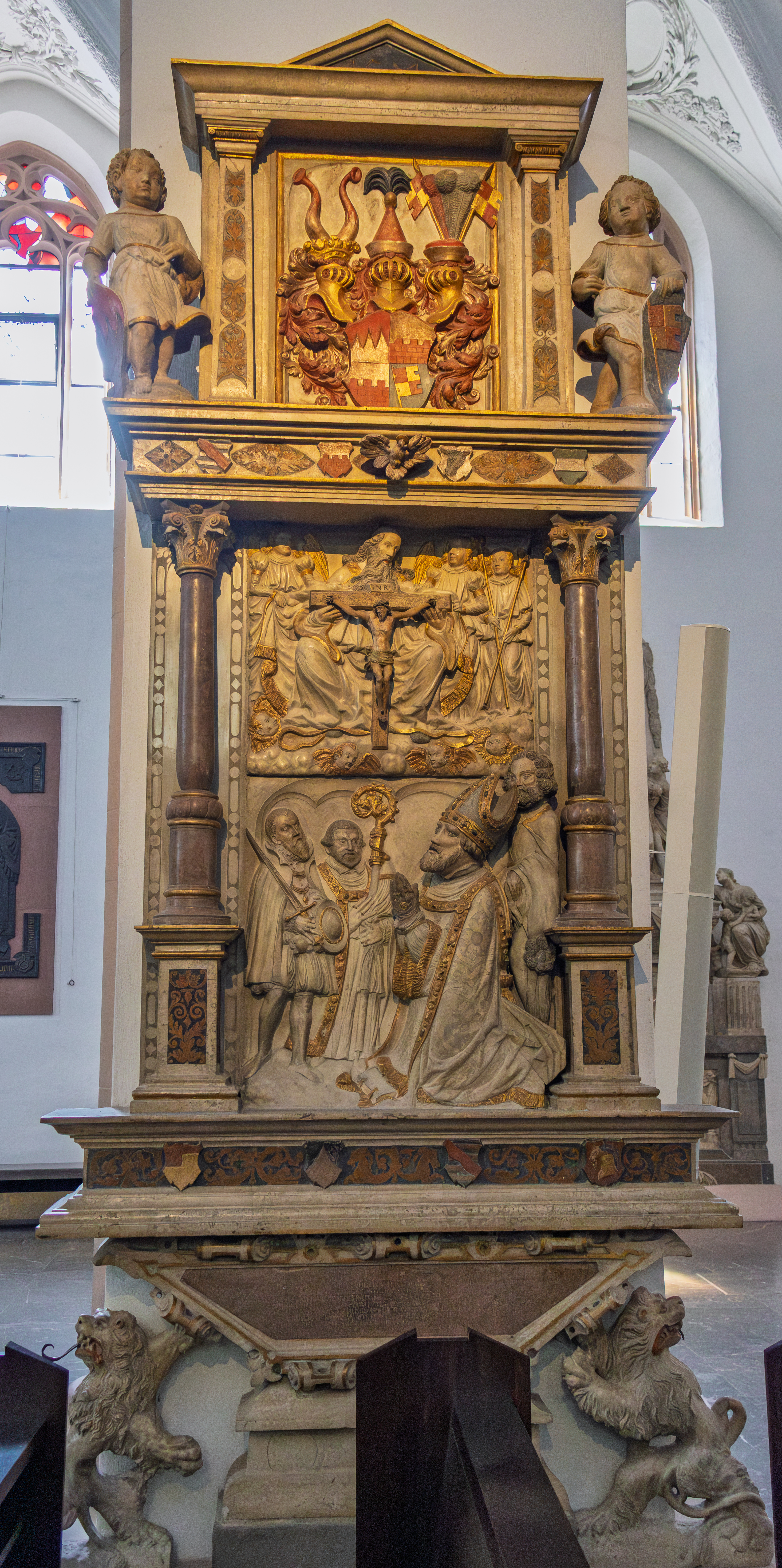
Vollständiger Epitaph im Würzburger Dom

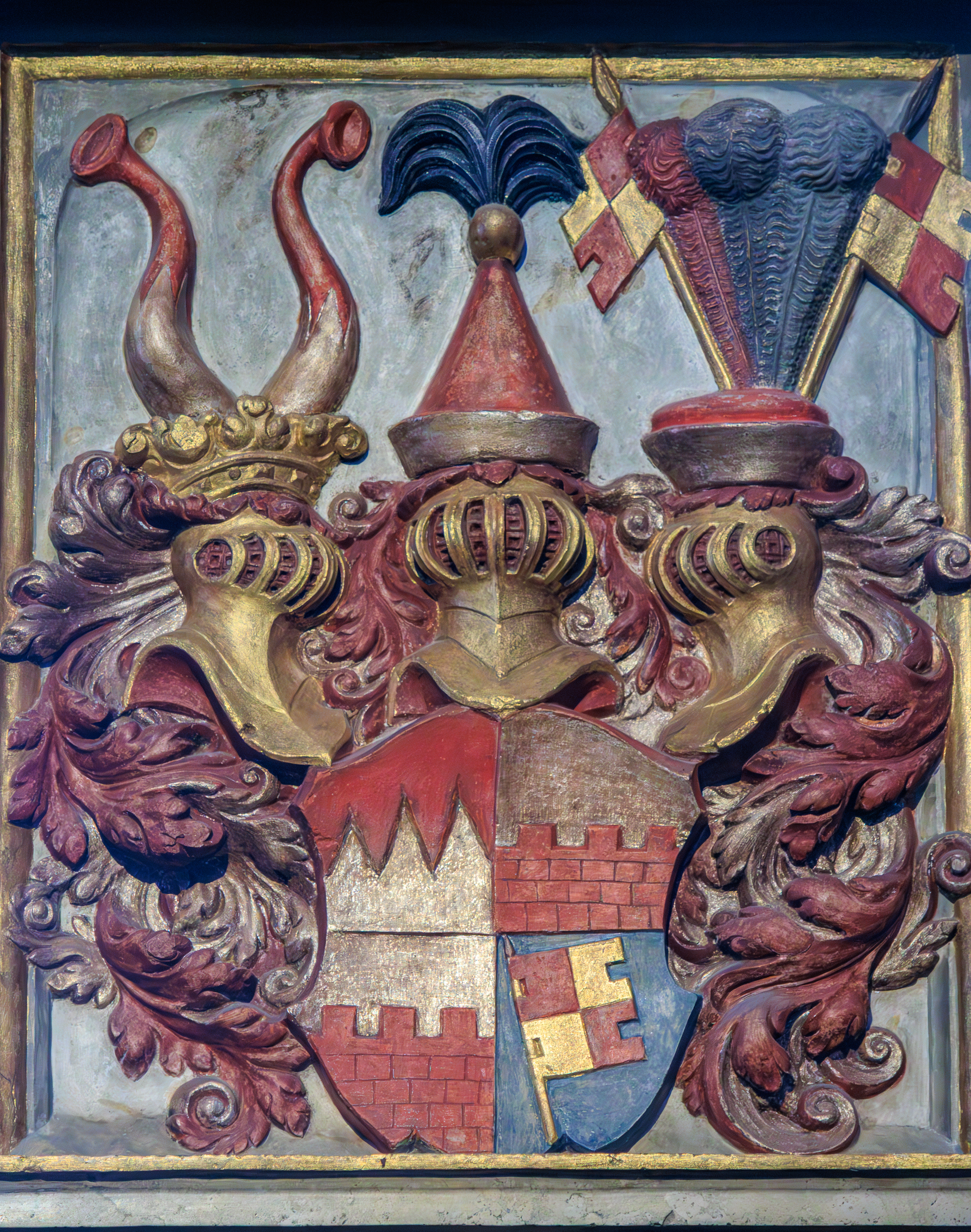
Wappen des Fürstbischofs auf seinem Epitaph

Friedrich von Wirsberg (* 16. November 1507 in Glashütten; † 10. November 1573 auf der Festung Marienberg in Würzburg) war von 1558 bis zu seinem Tod Fürstbischof von Würzburg. Wirsbergs Vorgänger im Amt war Melchior Zobel von Giebelstadt, der von 1544 bis zu seiner Ermordung 1558 Fürstbischof in Würzburg war. Friedrich von Wirsberg war der Stifter des ersten Gymnasiums in Würzburg.

## Herkunft
Friedrich von Wirsberg entstammte dem oberfränkischen, in der Gegend von Kulmbach angesiedelten Adelsgeschlecht der von Wirsberg. Seine Vorfahren in Glashütten waren verarmt, Teile der Familie waren als Raubritter berüchtigt. Wenige Jahre nach dem Tod Friedrichs ging der Wirsberger Besitz in Glashütten 1581 an die Familie von Lüschwitz über. An den Bischof erinnert am ehemaligen Glashüttener Schloss ein Gedenkstein unbekannten Alters mit einer Inschrift.

## Amtsantritt in Fehdezeiten
Der Amtsantritt Friedrichs von Wirsberg fiel in eine sehr bewegte Zeit: Um seine Position zu stärken und die Rückgabe seiner Besitztümer durchzusetzen, versuchte Wilhelm von Grumbach sich des Vorgängerbischofs Melchior Zobel von Giebelstadt zu bemächtigen. Dreimal zog Wilhelm samt Diener und seinem engsten Vertrauten Kretzer gegen den Bischof, zweimal vergeblich, beim dritten Attentat im April 1558 wurde Melchior von Zobel mit seinen Hofherren Fuchs von Winfurt und Carl von Wenkheim getötet. Die Mörder entkamen. Grumbach beteuerte seine Unschuld an diesem Verbrechen, doch niemand glaubte ihm, und er floh wie der ebenfalls in die Fehde verstrickte Albrecht Alcibiades von Brandenburg-Kulmbach nach Frankreich. Friedrich von Wirsberg, als neu ernannter Nachfolger des Melchior Zobel, nahm sich mit großer Energie der Verfolgung der Täter an. Kretzer wurde an der französischen Grenze gefangen, er erhängte sich, ehe ihm der Prozess gemacht werden konnte.

## Aktivitäten in seiner Amtszeit
Am 27. April 1558 wurde Friedrich von Wirsberg Bischof von Würzburg. Schon am 6. Mai ließ er das gesamte Archiv des Benediktinerklosters Neustadt am Main ohne die Genehmigung des Neustadter Abtes Heinrich von Jestetten, den er vorher nach Würzburg geladen und dort festgehalten hatte, nach Würzburg bringen.
Das im Jahr 1250 gegründete Agnetenkloster Würzburg wurde 1560 durch Fürstbischof Friedrich von Wirsberg aufgehoben. 1567 erhielten Jesuiten die Gebäude.

Gemeindewappen von Veitshöchheim

Das Wappen des St. Vitus, Ortspatron von Veitshöchheim, wurde der Gemeinde am 26. Juli 1563 vom Fürstbischof Friedrich von Wirsberg zugeeignet.
Friedrich Bernbeck (1511–1570), Bürgermeister und Gestalter der Reformation in Kitzingen, vertrat die Interessen der Stadt Kitzingen gegenüber den Würzburger Bischöfen Friedrich von Wirsberg und auch seinem Vorgänger.
Im Jahr 1560 ließ Wirsberg die Juden aus Würzburg und anderen Städten des Hochstifts vertreiben. Laut Arno Herzig: Jüdische Geschichte in Deutschland waren Wirsberg und sein Nachfolger Julius Echter von Mespelbrunn die einzigen Fürstbischöfe im Deutschen Reich jener Epoche, die solche judenfeindlichen Schritte unternahmen.
Um Bildung und Wissen über den katholischen Glauben zu verbreiten, eröffnete er am 28. April 1561 das Pädagogium (ein Vorläufer des heutigen Wirsberg-Gymnasiums), das als Bildungseinrichtung in Verbindung mit einem 1567 gegründeten Jesuitenkolleg sowohl universitätsähnlich Bildung vermittelte als auch die katholische Kirchenreform unterstützen sollte.
Am 22. Februar 1572 zerstörte ein Brand die Hofbibliothek in der Festung Marienberg. Auch die Handschrift der Lorenz Fries Chronik für den Bischof verbrannte in der in Flammen stehenden Festung Marienberg.
Er wurde im Würzburger Dom bestattet. Sein Epitaph im Mittelschiff des Domlanghauses schuf 1574 der Eichstätter Bildhauer Wilhelm Sarder. Nach dem Tod Friedrichs von Wirsberg wurde am 1. Dezember 1573 Julius Echter von Mespelbrunn zum neuen Fürstbischof gewählt, zu dessen wichtigsten Unternehmen die Kirchenreform, die Durchführung der Gegenreformation im Hochstift Würzburg sowie die Errichtung der später nach ihm benannten Julius-Maximilians-Universität Würzburg gehörten.